# Szerep, Hajdú-Bihar
Szerep  este un sat în districtul Püspökladány, județul Hajdú-Bihar, Ungaria, având o populație de 1.548 de locuitori (2011). 

## Demografie
Componența etnică a satului Szerep
     Maghiari (81,32%)
     Romi (18,68%)
Componența confesională a satului Szerep
     Reformați (38,7%)
     Fără religie (21,96%)
     Romano-catolici (2,39%)
     Necunoscută (36,5%)
     Alte religii (1,87%)
Conform recensământului din 2011, satul Szerep avea 1.548 de locuitori. Din punct de vedere etnic, majoritatea locuitorilor (81,32%) erau maghiari, cu o minoritate de romi (18,68%). Nu există o religie majoritară, locuitorii fiind reformați (38,7%), persoane fără religie (21,96%) și romano-catolici (2,39%). Pentru 36,5% din locuitori nu este cunoscută apartenența confesională.